# Ranum Efterskole College
Ranum Efterskole College er en dansk efterskole, som blev grundlagt i 2004 med 86 elever. Efterskolen blev etableret i et tidligere kollegiebyggeri. I 2009 blev Ranum Seminariums bygninger opkøbt, mens en tilbygning til efterskolen fandt sted i 2015 for at udvide skolen. Efterskolen har et elevantal på omkring 450 årselever årligt og ca. 80 medarbejdere.

## Undervisning
Efterskolen tager imod elever på 9. og 10. klassetrin, hvor der læses et dansk forløb og/eller et internationalt forløb på engelsk. Udover de boglige forløb består skoleåret af såkaldte profilfag og kulturfag. Skoleåret er opdelt i tre perioder, hvor hver periode afsluttes med en rejse.. 
For hver af de tre perioder af skoleåret er der fokus på et nyt tema. Temaerne er etik og moral, verdensborgerskab og dannelse. Fælles for temaerne er, at de hører under FN's 17 bæredygtige udviklingsmål.

## Faciliteter
Efterskolen er opdelt i fire huse; Kærhus, Seminariehus, Ranumhus og Lien. De fire huse har forskellige faciliteter. Derudover bruger efterskolen de faciliteter, som er til rådighed i lokalområdet, som fx Rønbjerg havn, Landal Rønbjerg og Vilsted sø.